# 浩方电竞平台
浩方电竞平台，原名浩方在线对战游戏平台由上海浩方在线信息技术有限公司开发并于2002年9月20日正式上线运营，适逢电子竞技的热潮，短时间内成为中国国内规模最大、用户数量最多、技术最为成熟稳定的对战游戏平台。2005年被盛大收购，2006年开始正式成为盛大旗下子公司。
因为使用虚拟局域网而并不对游戏密鑰进行验证，导致盗版游戏同样正常运行。